# Gobio krymensis
Gobio krymensis é uma espécie de ciprinídeo pertencente ao género Gobio. É endémica à Ucrânia, mais especificamente à península da Crimeia. A espécie habita pequenos rios e corregos e tem uma população abundante, com indivíduos podendo crescer até 11 centímetros de comprimento. As principais ameaças à espécie são a o uso intensivo da água e as secas.